# J.D. Cannon
John Donovan Cannon, känd som J.D. Cannon, född 24 april 1922 i Salmon, Idaho, död 20 maj 2005 i Hudson, New York, var en amerikansk skådespelare som är mest ihågkommen som Sam McClouds något buttre chef Peter B. Clifford i TV-serien McCloud 1970–1977.
Cannon förekom också som Pinkerton-agenten Harry Briscoe i TV-serien Alias Smith & Jones.
J.D. Cannon medverkade också i det allra sista avsnittet av originalversionen av TV-serien Jagad (med David Janssen i huvudrollen), där han spelade en nyckelroll.
Cannon har gästspelat i TV-serier som Mord och inga visor, Krutrök, Remington Steele, Mannen från Virginia och, passande nog, även i deckarserien Cannon.

## Filmografi i urval
- McCloud (TV-serie) (1970-1977; McCloud)
- Lagens män (1971; Lawman)
- Lyft Titanic (1980; Raise the Titanic)
- The Return of Sam McCloud (TV-film) (1989)
- I lagens namn (TV-serie)